# Église catholique pendant la Seconde Guerre mondiale
 (juin 2023).
Motif : Article non neutre, "sourcé" par des refs médiocres et/ou apologétiques, méconnaissance du sujet et de sa complexité, absence criante de sources de qualité, notamment la "somme" de Milza. En outre, il s'agit ici d'un doublon de la page Vatican durant la Seconde Guerre mondiale, avec les mêmes lourdes erreurs historiques, les mêmes sources douteuses et les mêmes fantasmagories journalistiques. NB : le dernière version saine est celle-ci, en date du 28 novembre 2021.
La Seconde Guerre mondiale amène un conflit généralisé d'une ampleur historique sans précédent entre des pays traditionnellement catholiques comme l'Espagne, la France et l'Italie. L'Église catholique est touchée par la montée du nazisme et des mouvements anticléricaux prônés par l'URSS et favorisés par les mouvements anarchistes.
L'Église catholique est soumise à une forte pression qui va jusqu'à la persécution, de la part des gouvernements fascistes et nazis qui la mettent sous surveillance et n'hésitent pas à arrêter et déporter certains de ses prêtres voire évêques. Une forte activité d'espionnage sur le Vatican a lieu de la part des nazis qui redoutent les prises de parole du pape. Si au début de la guerre le pape Pie XI comme Pie XII prennent la parole pour condamner assez clairement le gouvernement d'Hitler, très vite, Pie XII se tait et s'abstient de toute critique directe pour agir dans le secret. Ce silence, surtout concernant la Shoah sera l'objet de polémiques après guerre et encore aujourd'hui.
Si de nombreux prélats et religieux s'investissent pour résister à l'occupant et aider les juifs, quelques autres prennent parti pour le régime nazi et vont jusqu'à le soutenir officiellement, comme le prêtre catholique Jozef Tiso devenu président de la République slovaque en 1939 fera participer le pays à la Solution finale.

## Vatican durant la guerre

### Les prises de paroles

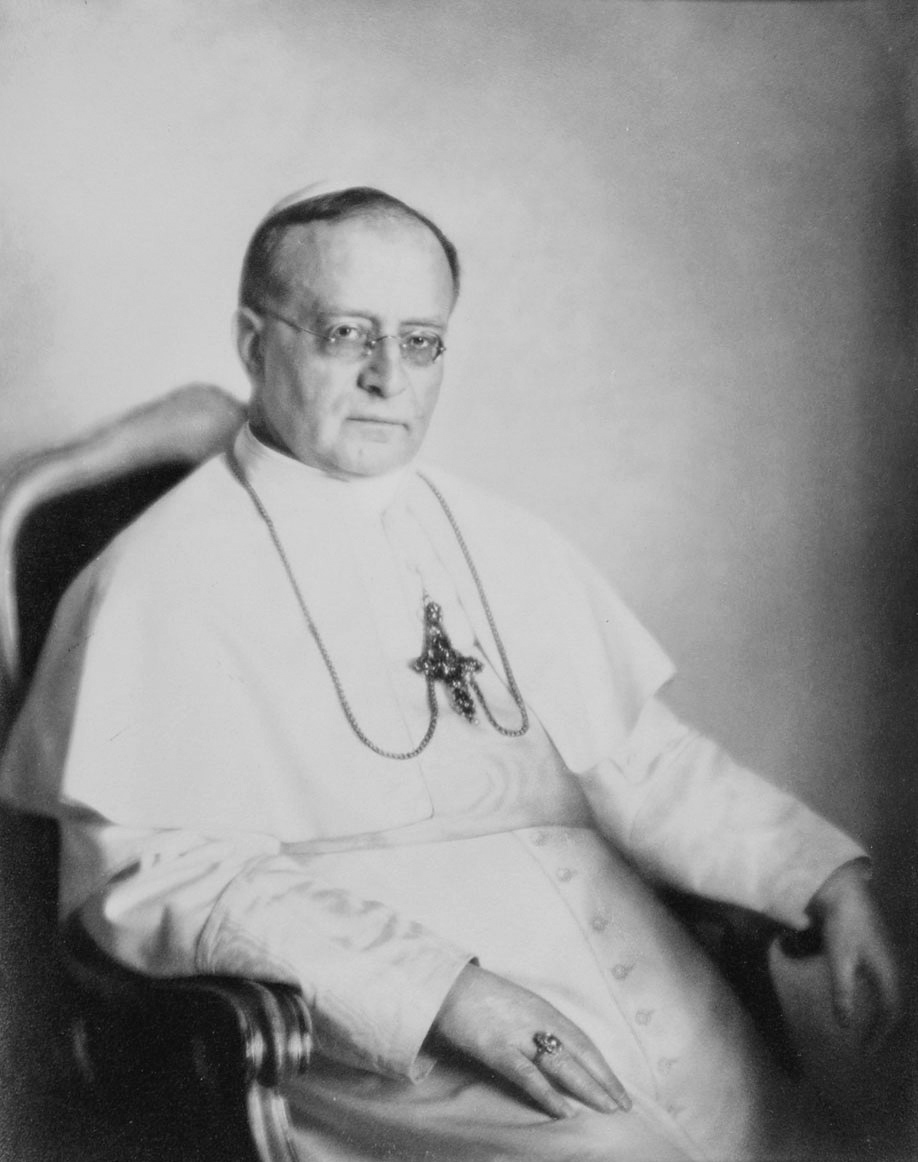
Pie XI en 1922, auteur de l'encyclique Mit brennender Sorge en 1937, condamnant clairement le nazisme.

En 1934, le Vatican met à l'index le livre nazi d'Alfred Rosenberg, Le Mythe du vingtième siècle. En réaction, ce dernier écrit : « Aux obscurantistes de notre temps. Une réponse aux attaques contre Le Mythe du vingtième siècle », qui est, à son tour, mis à l'Index,.
Au Vatican, le pape Pie XI dénonce le nazisme dans l'encyclique  Mit brennender Sorge  le 14 mars 1937. Ce texte, rédigé en allemand (fait rarissime pour une encyclique) est lu à la messe dans toutes les églises d'Allemagne. Il met au moins autant l'accent sur les persécutions dont sont victimes les prêtres catholiques que sur celles de la communauté juive, et condamne très clairement toute discrimination liée à la race,,,,,.

« Quiconque prend la race, ou le peuple, ou l'État, ou la forme de l'État, ou les dépositaires du pouvoir, ou toute autre valeur fondamentale de la communauté humaine — toutes choses qui tiennent dans l'ordre terrestre une place nécessaire et honorable — quiconque prend ces notions pour les retirer de cette échelle de valeurs, même religieuses, et les divinise par un culte idolâtrique, celui-là renverse et fausse l'ordre des choses créé et ordonné par Dieu : celui-là est loin de la vraie foi en Dieu et d'une conception de la vie répondant à cette foi [...] ».
Certains accusent de « nombreuses précautions diplomatiques d'expression » d'en altérer la lisibilité.
Cette opération, parfaitement menée va prendre totalement au dépourvu le SD, et le régime nazi qui déclenchent en représailles de violentes répressions. Des centaines d'arrestations de prêtres et religieux (dont 304 déportations à Dachau), l'exil de Joannes Baptista Sproll, le saccage des évêchés de Munich, Rottenburg am Neckar et Fribourg-en-Brisgau ont lieu en riposte,,,,,,,. 
En avril 1938, le Syllabus contre le racisme signé de Pie XI condamne la thèse de l'inégalité des races. Cet ouvrage se veut une réponse théologique aux thèses raciales professées dans le Mein Kampf d'Hitler.
La première encyclique du pape Pie XII, durant la guerre, Summi Pontificatus est promulguée le 20 octobre 1939. Dans ce texte qui condamne le racisme, les violences faites aux juifs, les gouvernements totalitaires et le matérialisme, Pie XII condamne ouvertement le nazisme,,, :
« Dieu a fait sortir d'une souche unique toute la descendance des hommes, pour qu'elle peuplât la surface de la terre, et a fixé la durée de son existence et les limites de son habitacle, afin que tous cherchent le Seigneur » (Act., XVII, 26-27.).
Dans son message de Noël 1940, le pape se félicite d'avoir pu « consoler, par l'aide morale et spirituelle ou par l'obole de nos subsides, un nombre immense de réfugiés, d'expatriés, d'émigrants, spécialement parmi les Non-Aryens ». Dans son message de Noël 1942, le pape évoque, sans prononcer le mot juif, « les centaines de milliers de personnes qui, sans aucune faute de leur part, pour le seul fait de leur nationalité ou de leur origine ethnique, sont voués à la mort ou à une progressive extinction ». Si dans son texte, le pape n'utilise pas le mot « juif », il utilise le mot italien « lignée » que les italiens utilisaient comme un euphémisme pour désigner les juifs,,. Si les Alliés « regrettent que le pape ne soit pas allé assez loin », ce n'est pas l'absence du mot « juif » qui les a gêné, mais bien celui de « nazi » qui n'a pas non plus été cité.

### Le silence face à la Shoah
Après la guerre, plusieurs personnes se sont émues ou déclarées choquées que le pape n'ait pas, durant la guerre, dénoncé les persécutions et le génocide juif mené par les nazi. Les historiens ont rapporté que le pape avait reçu la consigne de plusieurs interlocuteurs de ne pas opposer de protestations publiques pour ne pas mettre en danger des vies, et que finalement Pie XII s'était rangé à leurs arguments,,,,. Le gouvernement allemand avait également directement et fermement menacé le pape de réaction brutale s'il venait à émettre une protestation publique.
Josef Müller lui-même confirmera, après la guerre, à Harold Tittmann (en) que c'est la résistance allemande qui avait demandé à Pie XII de s'abstenir de faire des déclarations publiques dénonçant et condamnant les nazis. Les opposants à Hitler redoutaient qu'une réaction violente des nazis ne complique leur action souterraine, que les catholiques ne soient encore plus mis sous surveillance par la Gestapo, et qu'ils ne soient ainsi bloqués dans leurs actions de résistance et tentatives de coup d’État.
Les Alliés eux-mêmes, au début de la guerre, ont demandé au pape « de ne pas lancer d'appel en faveur des juifs ». Le diplomate Sir D'Arcy Osborne a influé sur le pape et l'a convaincu de ne pas « lancer d'appel en faveur des juifs de Hongrie car cela aurait de très graves répercussions politiques ». Mark Riebling explique que « les Britanniques craignaient de contrarier Staline, car la condamnation d'atrocités spécifiques risquait de révéler le massacre commis par les Soviétiques de 20 000 officiers polonais prisonniers dans la forêt de Katyn ». Et Riebling de conclure que Pie XII, soumis à des pressions contradictoires, s'abstint de parler en public,.
En mai 1942, le pape apprend d'un témoin l'ampleur du génocide des juifs. Fin juillet (ou début août), le pape décide, malgré tout de briser le silence et de publier une protestation officielle dans le journal L'Osservatore Romano. Le père Leiber découvre le texte par hasard, il s'agit de la « protestation la plus vigoureuse jamais formulée à l'époque contre la persécution des juifs ». Le prêtre va insister fortement pour que le pape ne publie pas le texte, lui rappelant ce qui est arrivé en juillet 1942 : après la publication d'une lettre pastorale de l'épiscopat hollandais, les nazis ont déclenché des rafles systématiques de juifs hollandais dans tout le pays, y compris les convertis au catholicisme, jusque dans les couvents. Au total 40 000 juifs hollandais ont été déportés et exterminés. Le père Leiber lui met en avant que si une protestation d'évêques a coûté 40 000 vies, combien coûterait une protestation du pape ? Le pape cède et renonce à son texte,,.
Enfin, le 2 juin 1943, dans une allocution devant le Collège des cardinaux, le pape vole au secours des victimes de discriminations, « livrées, même sans faute de leur part, à des mesures d'extermination ». Mais il poursuit « Toute parole de notre part, toute allusion publique devrait être sérieusement pesée et mesurée, dans l'intérêt même de ceux qui souffrent, pour ne pas rendre leur situation encore plus grave et insupportable ». La même année, il écrit à un évêque : « Là où le pape voudrait crier haut et fort, c'est l'expectative et le silence qui lui sont imposés »,,,,,.

### L'aide aux juifs
Avant la guerre, le pape Pie XI avait tenté d'obtenir des gouvernements d'Amérique (Nord et Sud) des possibilités d'accueillir les juifs persécutés en Allemagne. Ceux-ci avaient refusé. Même les étudiants juifs chassés des universités s'étaient vu refusé la demande (faite par le pape) de poursuivre leurs études dans les universités américaines.
Les interventions du Vatican s'effectuent de fait par le biais des clergés nationaux et des nonces. Les démarches d'Angelo Rotta à Budapest et de Giuseppe Burzio à Bratislava, par exemple, permettent ainsi de sauver plusieurs centaines de milliers de Juifs. Quand le 16 octobre 1943, un millier de juifs de Rome sont raflés, et envoyés à Auschwitz, Pie XII demande à son secrétaire d'État de convoquer l'ambassadeur allemand Ernst von Weizsäcker. Le compromis trouvé est d'échanger le silence du pape contre l'arrêt immédiat de cette rafle. « Le Vatican ordonne à toutes les maisons religieuses de Rome d'ouvrir leurs portes et d'accueillir tous les réfugiés juifs qui se présenteraient. Au total, 6 000 personnes seront hébergées dans une centaine de maisons religieuses et 45 couvents masculins »,,,,,.
Le père Marie-Benoît, moine capucin réussit à sauver environ 4 000 Juifs, activité pour laquelle il fut, plus tard honoré, par Yad Vashem, du titre de Juste parmi les Nations. Le 16 juillet 1943, le Père Marie-Benoît avait rencontré Pie XII et il faisait l'éloge des encouragements personnels et du soutien que celui-ci lui prodiguait, comme le montre son propre témoignage, conservé à Yad Vashem. En 1976, le Père Marie-Benoît réitère publiquement son éloge de Pie XII, à l'occasion du centenaire de sa naissance, pour ce qu'il avait accompli en faveur des Juifs.
Lors de la libération de la ville de Rome par les troupes américaines, le 4 juin 1944, 477 juifs sont réfugiés sur le territoire du Vatican, et 4 238 autres dans des monastères et couvents romains. Le nombre de juifs déporté par les SS dans la ville de Rome se limite à 1 007 personnes,,,.
Différents évêques et religieux en Europe vont intervenir pour aider les juifs à se cacher ou quitter l'Europe occupée par les Allemands, comme Angelo Roncalli (futur Jean XXIII), alors nonce du Vatican en Turquie qui fournit des milliers de faux certificats de baptêmes à des juifs, « certifiant qu'ils sont de bons catholiques », leur permettant ainsi de rester en Turquie (qui est neutre). Il aide également des dizaines de milliers de juifs à quitter les pays occupés par les Allemands pour rejoindre la Turquie et la Palestine,,. Ou, comme Gabriel Piguet qui vient en aide à des juifs en leur procurant des faux papiers ou en les cachant.
Une filière d'évasion des juifs va être organisée par les résistants de l'Abwehr avec l'aide de l’Église catholique. Canaris monte une exfiltration d'un rabbin de Varsovie vers Brooklyn sous prétexte « d'infiltrer un agent aux États-Unis », et celui-ci va renvoyer de l'argent pour financer des filières d'évasions de juifs d'Europe de l'Est vers la Suisse via un réseau de monastères de la Slovaquie à l'Italie. Les fonds circulent via les comptes du Vatican. Les instigateurs de ce réseau sont membres de la résistance tant militaire que vaticane. À travers cette filière, le Vatican et les services de l’Église mobilisent leurs moyens financiers pour reverser aux juifs qui tentent de sortir d'Europe les sommes collectées par les communautés juives du monde entier et qui affluent vers le Vatican via des fondations d'aide et de soutien juives. La banque du Vatican change en dollars les sommes pour les remettre aux intéressés. Le Vatican va jusqu'à faire des avances de fonds importantes,.

### Critiques et reconnaissance posthume
Les critiques envers l'action de Pie XII et de l'Église catholique se popularisent en 1963 avec la pièce satirique Le Vicaire, de Rolf Hochhuth (qui a fait partie des Jeunesses hitlériennes), dont est tiré en 2001 le film Amen. de Costa-Gavras. Cette pièce de théâtre (à l'origine politique controversée) n'est pas basée sur un travail d'historien,,. Elle contient des inexactitudes et des incohérences historiques. Pour ne citer que quelques exemples, le personnage de Ricardo Fontana n'a ainsi jamais existé, et Kurt Gerstein n'est jamais allé au Vatican.
Plusieurs représentants juifs ont défendu l'action de Pie XII. À la mort du pape, Golda Meir, Premier ministre d'Israël, déclare : « pendant la décennie de terreur nazie, quand notre peuple a subi un martyre terrible, la voix du pape s'est élevée pour condamner les persécuteurs et pour invoquer la pitié envers leurs victimes ». Plus récemment, en 2001, Le grand rabbin de New York, David Dalin, a déclaré : « Il fut un grand ami des Juifs et mérite d'être proclamé « Juste parmi les Nations » parce qu'il a sauvé beaucoup de mes coreligionnaires [...] Selon certaines statistiques, au moins 800 000 ». À propos des mêmes événements, Albert Einstein affirmait : « l'Église catholique a été la seule à élever la voix contre l'assaut mené par Hitler contre la liberté »,.
Les défenseurs du pape indiquent que son action directe et indirecte aurait permis de sauver entre 700 000 et 860 000 Juifs, et plusieurs institutions juives l'ont remercié à différentes reprises pour ses actes.
En juin 2011, l'ambassadeur d'Israël au Vatican, Mordechai Lewy, a reconnu l'action de Pie XII et du Vatican lors de la Seconde Guerre mondiale en déclarant : « Il y a tout lieu de penser que ces institutions religieuses catholiques ont recueilli des Juifs avec l'accord et le soutien de la plus haute hiérarchie vaticane ».
Et que « Ce serait donc une erreur de dire que l'Église catholique, le Vatican et le pape lui-même n'ont rien voulu faire pour sauver des Juifs. C'est le contraire qui est vrai ». Il a également reconnu « La volonté vaticane de sauver les juifs ».
Le 16 mars 1998, le Vatican a publié le document : Nous nous souvenons - Une réflexion sur la Shoah sous la direction du cardinal Edward Idris Cassidy. Ce document analyse notamment dans quelle mesure les préjugés antijudaïques de nombreux catholiques ont pu influer sur la position et le rôle de l'Église pendant la Seconde Guerre mondiale.
Le lundi 4 mars 2019, le pape François annonce l'ouverture en mars 2020 des archives secrètes du Vatican sur le pontificat de Pie XII (1939-1958). Les archives sont mises à la disposition des historiens qui cherchent à étudier l'action controversée du souverain pontife pendant la Shoah.
D'après Jean Sévilla, il n'y a aucune révélation à attendre de ces nouvelles archives car l'essentiel des documents a été publié entre 1965 et 1982, sous forme de 12 volumes de 800 pages chacun. Ces documents sont connus et exploités des historiens de longue date. Le journaliste rappelle que « pendant la guerre, ni Roosevelt, ni Churchill, ni le général de Gaulle n’ont publiquement accusé l’Allemagne nazie d’exterminer les juifs », alors que leurs propres services de renseignement étaient informés du génocide juif plusieurs mois avant le pape, : fin 1942, c'est l'ambassadeur anglais  Sir D'Arcy Osborne lui-même qui avait remis au pape « un rapport conjoint des Alliés sur les massacres de juifs » par les SS en Europe de l'Est,.

### L'aide à la résistance allemande et italienne
Le cercle de résistance anti-nazi rassemblé autour du général Ludwig Beck souhaite destituer Hitler et renverser les nazis du pouvoir, mais ils ne veulent pas que les Alliés profitent du chaos et des troubles liés au coup d'état pour envahir l’Allemagne et lui imposer une paix humiliante. Le souvenir de l'humiliation de l'armistice de 1918 étant resté très fort en Allemagne,,,.
Les résistants allemands sont donc confrontés au dilemme d'ouvrir des négociations avec les Alliés, de prouver leur crédibilité, tout en préservant le secret de l'opération pour éviter que les nazi ne les découvrent, et les condamne à mort. Ils cherchent donc un « intermédiaire de confiance » qui pourrait faire le lien entre les deux parties. C'est l'amiral Canaris qui pense au pape Pie XII, car il connaît Pacelli depuis les années 1920, il sait qu'il est anti-nazi, et il lui fait confiance. Ils pensent ainsi que le pape pourrait, en se mettant en médiateur et soutien de la résistance, apaiser les soupçons des anglais,,,,. Canaris recrutent alors Josef Müller pour aller contacter le pape au nom des résistants, ce qu'il accepte,,,,,.
Contacté, le pape accepte très rapidement de servir de relais entre les conspirateurs allemands et le gouvernement anglais.
Un canal de communication entre la résistance allemande et la Grande-Bretagne se met alors en place via Josef Müller, le père Leiber, le pape et l’ambassadeur britannique auprès du Saint-Siège, Sir D'Arcy Osborne. Le gouvernement britannique et les résistants s'échangent les questions et réponses via ce canal complexe,,,. Au cours des trois premières années du conflit, Müller va faire plus de 150 voyages entre l'Allemagne et le Vatican pour maintenir le contact entre la résistance et les Alliés.
Si le gouvernement anglais ne comprend pas bien les revendications de la résistance allemande, ils finissent par accepter un accord commun,, mais la résistance allemande ne parvenant pas à éliminer Hitler, toutes ces négociations n'aboutissent à rien de concret,.
L'échec des tractations et échanges entre les résistants et alliés déçoit grandement le pape « qui avait décidé d'agir en tant qu'intermédiaire secret entre Londres et les résistants allemand ». En transmettant des informations militaires à un état « en guerre avec l'Allemagne » de la part de « comploteurs militaires » préparant un coup d’État, le pape compromet la traditionnelle « neutralité Vaticane », et s'expose à des représailles politiques. Ainsi, lorsque le contre-espionnage allemand intercepte et décrypte le message codé envoyé par l'ambassadeur belge à Rome qui prévient de l'attaque imminente de la Belgique début mai 1940, information qu'il dit transmise par des officiers allemands via le pape Pie XII, cette information donne à Hitler la preuve que Pie XII complote contre lui. Hitler ordonne une nouvelle enquête pour débusquer les traîtres dans son armée. Plus tard, lors du démantèlement de la cellule de résistance de l'Abwehr, la SS découvrira de nouvelles preuves « du rôle du Vatican dans les complots antihitlériens » dans les coffres de l'Abwehr, dont les journaux privé de Canaris.
À la suite de la chute de la France, des ouvertures de paix continuent d'émaner du Vatican ainsi que de la Suède et des États-Unis mais Churchill répond résolument que l'Allemagne doit d'abord libérer les territoires conquis. Le pape garde néanmoins le canal de communication ouvert avec la résistance, espérant « un éventuel retour de fortune ».
À chaque fois que la résistance allemande envisage sérieusement un attentat contre-Hitler, ils reviennent vers le pape pour lui demander de contacter les anglais et de confirmer qu'ils respecteront les engagements donnés précédemment de ne pas « profiter de la situation du coup d'état » pour asservir l'Allemagne. À chaque fois Pie XII reprend son rôle d'intermédiaire inconfortable, face à des anglais qui se désespèrent d'une résistance qui ne parvient pas à agir concrètement, et des Allemands qui attendent des engagements sérieux. Or l'exigence posée par Roosevelt d'une « capitulation sans conditions » de l'Allemagne lors de la conférence de Casablanca rend ce type de négociation presque impossible. Lorsque le chef de l'OSS, William Donovan, glisse à Müller que « la mort de Hitler rendrait la déclaration de Casablanca nulle et non avenue » les résistants allemands sont satisfaits et interprètent cette déclaration comme une promesse de respecter les accords passés. Il est convenu que les conspirateurs « établiraient le contact avec l'Amérique et l'Angleterre par l'intermédiaire du Vatican, dans le but de négocier un armistice ».
Le pape ne sert pas uniquement de relais aux résistants allemands, mais également aux résistants anti-fasciste italiens.La résistance italienne envisage de longue date de renverser Mussolini. Le maréchal Pietro Badoglio, qui est à la fois un ancien chef d'état-major et membre du Grand Conseil du fascisme est prêt à renverser le Duce, « s'il a l'appui du roi et du pape ». Les deux appuient sa démarche, mais il tergiverse, hésite. Le pape mène des négociations avec les Américains pour les encourager à accepter un armistice avec l'Italie (après l'éviction de Mussolini). Les Américains débutent des négociations avec Badoglio pour l'organisation de la sortie de la guerre de l'Italie. Les accords du Latran interdisant au Vatican d'intervenir dans les affaires étrangères italienne, la participation du pape se fait en grand secret,,.
Après juillet 1943, et la destitution de Mussolini, le nouveau gouvernement négocie un armistice avec les Alliés sous la couverture du Vatican qui sert d'intermédiaire pour ces négociations qui aboutissent, le 8 septembre 1943, à une signature d'un armistice,.

## L'Église catholique d'Allemagne

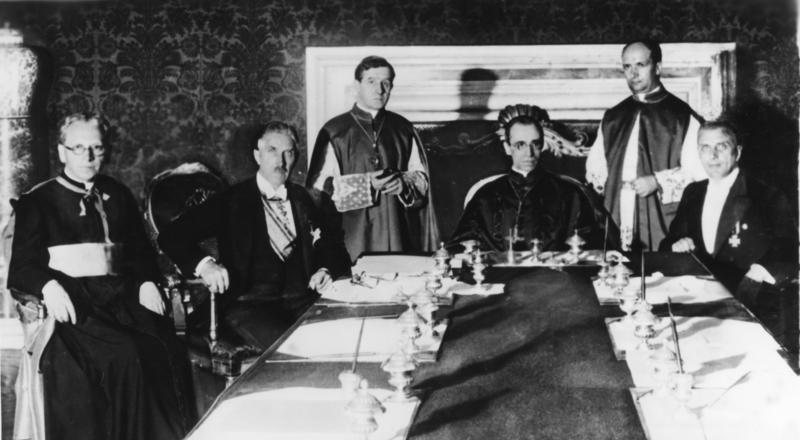
Signature du concordat le 20 juillet 1933 à Rome.

Avant l'arrivée au pouvoir d'Hitler, le cardinal Pacelli avait signé des concordats avec différents États allemands (la Bavière en 1925, l'État libre de Prusse en 1929). C'est le texte utilisé pour concordat avec la Prusse, légèrement modifié qui sera repris avec Hitler,,.
Durant l'été 1933, le Vatican et le gouvernement signent un concordat qui normalise les relations du Troisième Reich avec le Vatican et définit le statut légal de l’Église catholique en Allemagne,,,,,. Mais comme pour le concordat signé avec Mussolini quelques années plus tôt, Hitler ne respectera pas sa parole. Le cardinal Eugenio Pacelli (futur pape Pie XII) « croyait fermement » que de tels accords « constituaient le meilleur moyen de protéger l’Église et sa mission religieuse ». Mais David Alvarez écrit : « pour les nazis comme pour les fasciste italiens, le concordat n'était qu'un instrument de propagande, destiné à légitimer leur régime et impressionner favorablement les catholiques dans leur pays et dans le reste du monde. Il n'avaient pas l'intention de respecter leur signature, et lorsque le moment viendrait de briser l’Église, ils ne se laisseraient pas arrêter par un document légal »,,,,,.
Après l'élection de Pacelli comme pape, Hitler envisage d'abroger le concordat avec Rome. Goebbels écrit que « ce sera sûrement le cas dès que Pacelli se sera livré à son premier acte d'hostilité ».
Dès la montée du nazisme en 1930, l’Église catholique ne cesse de mettre en garde ses fidèles contre le parti d'Adolf Hitler,,. En effet, le programme national-socialiste de 1920 faisant référence à une « religion chrétienne positive » (au paragraphe 24) est vu comme « une menace pour le dogme chrétien » par le clergé catholique,,. Trois ans plus tard, Hitler, à travers le mouvement des Chrétiens allemands entame une remise en cause de l’Évangile, en particulier de l'Ancien Testament, avec une réécriture importante du contenu. Les Églises protestantes, d'abord très favorables à Hitler comprennent alors la menace et s'éloignent de son parti voire entrent en résistance, mais face aux menaces, pressions et manipulations du régime, l’Église protestante se divise et n'offre plus un front unis. Barbara Koehn (de) écrit que face aux même menaces de « destruction totale » de l’Église (tant protestante que catholique), l’Église catholique, structurée différemment (avec une structure pyramidale, une autorité, pape et Vatican, située à l'extérieur du pays, et moins de synodes pour les prises de décisions), l’Église catholique résiste mieux aux infiltrations et tentatives de manipulations que l’Église protestante,. De plus, l'existence de deux partis politiques catholiques (le Zentrum et le parti populaire bavarois) permet aux électeurs de faire barrage à la monté du parti nazi lors des élections dans l'Ouest et le Sud du pays où la population catholique est la plus présente. Le report des voix vers le parti nazi est beaucoup plus faible chez les catholiques que pour les chrétiens protestants. Mais l'élection de Hitler au pouvoir modifie l'attitude de l’Église qui « dans un premier temps » cesse ses attaques contre Hitler et le nazisme,. À partir des années 1935-1937, le régime nazi change d'attitude face à l’Église catholique, l'attaquant frontalement. B. Koehn écrit « tous les moyens et même les plus abjects lui semblaient bons pour arriver aux fins escomptées ». Le ministère de la propagande nazi publie périodiquement des attaques contre le pape et le Vatican.
En mars 1933, après le coup de force de la SS pour prendre le gouvernement de Bavière, tous les responsables politiques catholiques sont déportés dans le camp de Dachau. Lors de la nuit des Longs Couteaux, en juin 1934, des dirigeants catholiques sont assassinés. En 1937, 1 100 prêtres sont arrêtés en Allemagne dont 304 qui seront déportés à Dachau,,,,,. « En 1996, Ulrich von Hehl est ses collaborateurs arrivaient au chiffre de 12 105 prêtres (10 315 séculiers et 1 790 réguliers) sur environ 27 000 prêtres catholiques allemands, touchés par des mesures punitives du régime »,.
B. Koehn écrit, qu'à l'occasion des grands pèlerinages nationaux de 1937, « des évêques et des prêtres connus pour leur courage furent ovationnés, il y eut des tempêtes d'applaudissements et des vivats à leur adresse ». Reconnue comme une force d'opposition au régime, des opposants non-croyants se joignent aux manifestations publiques catholiques (processions) pour manifester « leur respect pour une institution spirituelle qui osait s'opposer au totalitarisme national-socialiste »,.
Pour éliminer la présence et l'influence de l’Église dans la population, les nazis tentent d'éliminer toutes les organisations catholiques « susceptibles de fournir une base institutionnelle à des activités antinazies » (fermeture des journaux, maisons d'édition, associations catholiques, fermeture des séminaires). L’État ne s'arrête pas là : il saisit les biens de l’Église, ferme les écoles catholiques et révoque ses enseignants,,,,,,. En janvier 1941, Hitler lance le Klostersturm (de) : il fait saisir tous les couvents, expulser les religieux. Tous les biens des religieux deviennent propriété d’État. Même les cloches sont fondues pour que le métal serve à fabriquer des balles,,.
L'Église catholique d'Allemagne connaît une forte baisse de ses effectifs. Rien qu'en 1937, 108 000 Allemands favorables au régime nazi demandent leur sortie de l'Église. Mais finalement, peu de catholiques intègrent le parti nazi.
L'incompatibilité de la doctrine nazie avec la celle de l'Église est au cœur de l'encyclique Mit brennender Sorge rédigée par Pie XI en 1937,,. Face aux persécutions puis à la déportation et à l'extermination des Juifs, l'Église d'Allemagne intervient en faveur des Juifs convertis au christianisme ou mariés à des catholiques, mais reste pratiquement silencieuse concernant les Juifs non catholiques. Pendant la Seconde Guerre mondiale, les catholiques allemands se montrent de bons patriotes. Finalement, ce n'est qu'au sujet de l'eugénisme que l'Église catholique d'Allemagne parvient à faire reculer le pouvoir nazi,. 447 prêtres allemands ont été internés à Dachau et 94 y laissent leurs vies. Dans le message radio de Noël 1941, le pape fait « clairement allusion à la persécution de l’Église par les Allemands ». Le message est bien compris par l'ambassadeur allemand Bergen qui fait une longue note d'explication des persécutions nazies subies par l’Église catholique, et des risques pour le gouvernement d'une dégradation de la situation entre Berlin et le Vatican. Le gouvernement nazi n'en tiendra aucun compte.
Les juifs baptisés catholiques se retrouvent littéralement piégés et écrasés entre leurs deux identités, dans la mesure où, au fur et à mesure que les lois raciales se durcissent, « la distinction entre juifs et juifs baptisés disparaît »,. Les organisations juives internationales acceptent de financer l'aide aux juifs, mais pas aux convertis chrétiens, le Vatican reste seul pour leur venir en aide. Face à « l'euthanasie » des « malades mentaux » organisée par l’État à partir de 1939, l’Église catholique se mobilise et plusieurs grands noms, comme l'évêque Clemens von Galen, prononcent des sermons à « l'impact considérable » contre les activités criminelles du régime. Les discours de von Galen « impressionnèrent également les dirigeants nazis ». Des officiers font remonter que ces « euthanasies » de personnes « non productives » risquent de démoraliser les troupes se battant sur le front russe (en risquant d'être blessées voir de devenir invalides). Hitler recule, mais les 100 000 victimes d'injection ou de gaz sont rapidement complétées par des morts de faim ou par manque de soins. Le régime ayant décidé d'éliminer les malades par des moyens moins visibles (affamés ou par surdose de médicament),,. Hitler, en privé, déclare à ses collaborateurs, qu'après la guerre, il « réglera ses comptes » avec Galen et l’Église catholique. Mais l'évêque Galen ne se limitera pas à critiquer le gouvernement nazi dans son traitement des handicapés, il attaquera frontalement, dans ses sermons le gouvernement nazi et la Gestapo,,.
L’Église, à travers les Œuvres Pontificales tente d'intervenir comme médiateur entre les belligérants et de permettre la transmission de messages et de nouvelles entre les familles de soldats et les soldats prisonniers (ou disparus sur le Front). Le pape se plaint en 1943 que les services de l’État allemand ont constamment entravé et bloqué ces actions malgré les demandes pressantes des familles pour avoir des nouvelles des soldats disparus (en particulier sur le front russe). Si le pape indique dans un courrier que les services de l’Église ont pu contourner les blocages nazis, il reconnaît aussi que le Vatican n'a pas réussi à obtenir de nouvelles de la part des soviétiques sur les soldats faits prisonniers.
La Gestapo organise un service de renseignement spécifique pour espionner l’Église, l'infiltrer, soudoyer des informateurs et obtenir des informations pour poursuivre et inculper des religieux et des personnalités en justice,. De 1935 à 1939, le bureau de la SD (dépendant de la SS) « mène une guerre impitoyable contre l’Église catholique ». Il dispose de budgets confortables pour ses informateurs et indicateurs. En 1939, le bureau des affaires religieuses à « totalement infiltré l’Église catholique allemande ». Conscients que leurs courriers et communications sont espionnés par le pouvoir, les évêques allemande mettent en place un système d'échange des informations les plus critiques par coursier : une personne de confiance est chargée de porter personnellement le courrier manuscrit jusqu'au destinataire, en toute discrétion. Josef Müller sera l'un de leurs principaux coursiers. C'est pour cela qu'il acceptera très rapidement d'aider la résistance au nazisme,,.
En Allemagne, sachant que les services secrets allemands essaient de percer toutes les communications des responsables religieux, des membres de l'ordre des jésuites et des dominicains se retrouvent en mai 1941 pour fonder une cellule spéciale de « sept agents secrets » chargé de servir de courrier aux évêchés et responsables religieux. Ces courriers vivent dans une « semi-clandestinité », sous la coordination du père Rösch, un jésuite, qui se met en lien avec le père Leiber. Le nom de leur organisation est « le comité »,. La mise en place de ces courriers entre évêchés et avec le Vatican avait été envisagée lors d'une rencontre secrète du pape et de plusieurs évêques allemands en mars 1940. L'organisation de la structure se met en place sous la direction du père Rösch. Même les services secrets allemands ne parviendront pas à l'infiltrer ou le casser. Josef Müller, en lien avec ces hommes, sert de relais de transmission avec le pape,.
Willy Brandt (bien que protestant) dira à la fin de la guerre « l’Église catholique constitue la force d'opposition la plus ample et la mieux organisée d'Allemagne ». Barabara Koehn écrit que « l’Église catholique a résisté d'une double façon : d'abord en sauvegardant son institution malgré les assauts menés contre ses fondements ; ensuite elle a résisté à travers ses nombreux martyrs, prêtres, religieux et laïcs. Sa résistance a non seulement arrêté les vagues de déchristianisation et de nihilisme auxquelles l’Allemagne était exposée depuis 1933, elle a également renforcé et approfondi la foi de ceux qui lui sont restés fidèles ». Elle ajoute que cette résistance a rapproché les Églises protestantes et catholiques « dans un esprit œcuménique ». Et de conclure : « Ce rapprochement catholique-protestants, scellé par des liens de sang, représente sans conteste le plus beau résultat de la résistance et de la lutes des Églises contre le national-socialisme ».

## L'Église catholique d'Italie
Avant le déclenchement de la guerre, lors de l'attaque par Mussolini de l’Éthiopie, l'épiscopat italien se garde bien de prendre parti dans ce conflit. Le cardinal Pacelli négocie en secret avec les Américains, mais parvient « à faire croire aux partisans de la conciliation aussi bien qu'à leurs adversaires que l’Église était de leur côté ». Si une part importante de la population est d'abord réservée voire très critique sur cette nouvelle guerre, un intense effort de propagande mené par le régime, conjugué à des victoires militaires, amène un retournement de la population qui soutient alors avec enthousiasme le leader mussolinien. Le clergé italien, d'abord réservé s'associe à la ferveur populaire et plusieurs évêques témoignent publiquement leur soutien au gouvernement et à la campagne militaire. Une fois la victoire militaire acquise, même le pape Pie XI s'associe « à la joie triomphale de tout un bon et grand peuple », espérant que la paix soit « un prélude à la vraie paix européenne et mondiale ».
La persécution des juifs en Italie et à Rome en particulier débute dès l'arrivée des troupes allemandes en septembre 1943,. Lorsque Herbert Kappler exige de la communauté juive romaine le versement d'une rançon de 50 kg d'or, les communautés catholiques se mobilisent pour fournir les 15 kg manquants. Deux semaines plus tard, contrairement à leur promesse, les nazi font une première rafle d'un millier de juifs. Le pape « ordonne à toutes les maisons religieuses de Rome d'ouvrir leur portes et d'accueillir tous les réfugiés juifs qui se présenteraient. Au total, 6 000 personnes sont hébergées dans une centaine de maisons religieuses et 45 couvents masculins »,,,,. Si plusieurs personnalités du Vatican (et de l’Église) sont intervenues auprès des autorités nazies pour stopper les rafles en signalant que le pape « comme évêque de Rome ne pourrait s'abstenir de protestations » (si les rafles se poursuivaient à Rome), Milza écrit que, concernant l'action du pape (pour mettre fin aux rafles), « la reconstitution des faits et leur interprétation ne font pas l'objet d'un consensus unanime parmi les historiens ».
Le gouvernement fasciste recréé par les Allemands en Italie du nord tente d'arrêter les 35 000 juifs vivant dans la région qu'ils contrôlent, pour les enfermer dans des ghettos. Mais leur action se heurte à la résistance des autorités locales tant laïques qu’ecclésiastiques qui aident les juifs à trouver refuge. Le Vatican, comme certains évêques, prend officiellement position contre ces mesures mises en œuvre par les fascistes.
Face aux pénuries de ravitaillement dans la ville de Rome et à l'afflux de réfugiés hébergés dans les couvents (généralement clandestinement), les responsables des couvents, ou des paroisses, se sont trouvés face à une problématique de pouvoir nourrir cette population. Des organisations caritatives (comme les « Audacieux de la charité ») sont instituées en 1944 pour aller récolter de la nourriture dans les campagnes et les zones éloignées du front afin de la rapporter en ville, parfois sous les bombardements. Le pape a encouragé et soutenu ces actions. Mais face à une disette généralisée des grandes villes italiennes, le Vatican intercède avec insistance auprès des Américains pour la création d'une institution chargée de ravitailler les populations civiles affamées (après leur libération). Le gouvernement américain finit par céder et « l'Agence Nationale Italienne des secours » est créée avec une dotation de 10 millions de lires. Le Vatican fournit 5 millions, et l'Ordre de Malte 500 000 lires. Cette organisation rassemble l’État italien, l’Église et la Croix-Rouge italienne. Les vêtements chauds, matériels et vivres collectés aux États-Unis par les organisations catholiques sont transportés par bateau jusqu'en Italie avec des milliers de tonnes de blé. Mais ces secours sont délivrés avec beaucoup de retard début janvier 1945, car les bateaux de transport ont été détournés par l'armée américaine pour délivrer (en plus des vivres) du matériel militaire « prioritaire ». Pie XII, qui suit de prêt l'assistance aux sinistrés, a fait de Myron Taylor (chargé de superviser les opérations) son « envoyé personnel » pour toutes ces opérations de secours. Il le décorera de l'Ordre de Pie IX après la fin de la guerre.

## Attitude des Églises nationales des pays occupés
D'une façon générale, l'ensemble des épiscopats européens eut à gérer une relation difficile face aux gouvernements collaborateurs.

### Autriche
Lors de l'Anschluss, les nazis ferment le siège de l'Action catholique. Ils interdisent aux fonctionnaires catholiques d'envoyer leurs enfants dans une école religieuse et leur imposent de « signer leur adhésion au programme national-socialiste ». Le cardinal Theodor Innitzer rédige, le lendemain de l'annexion de l'Autriche, un texte favorable à l'Allemagne et à Hitler. Mais le cardinal Pacelli, qui avait interdit à tout l'épiscopat allemand de publier un texte sans l'avoir soumis au Vatican convoque immédiatement l'évêque à Rome, où il « exige du cardinal rebelle qu'il signe, le 6 avril, au nom de l'épiscopat autrichien, une rétractation publique ». Avant de repartir, Innitzer est de nouveau durement sermonné par le pape Pie XI. De retour à Vienne, celui-ci fait l'objet d'une « quasi-lapidation de la part de la population viennoise ». Deux cents milles manifestants nazis viennent piller le palais épiscopal et défenestrer un de ses secrétaires,.

### Croatie
En Croatie, l'Église catholique romaine a, dans une premier temps, bien accueilli la création de l'État indépendant de Croatie. Mais très vite le nonce de Belgrade, Felici, a alerté le Vatican sur « le danger qu'il y avait pour le clergé catholique à se réclamer de sa double appartenance à la parole du Christ et à l'esprit de croisade qui animait les légions fanatisées d'Ante Pavelić ». P. Milza écrit que la guerre a réveillé « des blessures profondes », dans la population croate, contre les Serbes « pour avoir colonisé des régions catholiques », parce que les croates avaient été exclus (selon leurs dires), des professions libérales et de l'accès à l'enseignement. Animosité qui se portait également contre les Juifs. La persécution étatique a entraînée des massacres de population civiles par des milices armées oustachis.
Face aux persécutions du gouvernement contre les populations orthodoxes, nombreux sont ceux qui choisissent de se convertir au catholicisme. Milza écrit que « des conversions de masse, par villages entiers, eurent lieu dans plusieurs régions du pays, avec pour conséquence d'inciter les prêtres catholiques à faire entrer des Serbes orthodoxes dans l’Église romaine et à dissuader le gouvernement de poursuivre une politique pouvant conduire à l’effritement de l'identité croate ». En réaction, le ministère de la Justice adresse le 14 juillet 1941 à tous les diocèses une circulaire interdisant les conversions des fidèles orthodoxe.
Alojzije Stepinac est l'archevêque catholique de Zagreb durant la Seconde Guerre mondiale. Ordonné prêtre en 1931, il est nommé évêque en 1934 à l'âge de 36 ans, ce qui en fait l'un des plus jeunes archevêques de l'histoire de l’Église. Lors de l'arrivée au pouvoir de Pavelić, il soutient la politique nationaliste du gouvernement et garde le silence sur les exactions des oustachas. Mais très vite il prend ses distances et devient critique de la politique nationale. En octobre 1942, il condamne dans une homélie les persécutions faites aux Juifs et aux Serbes orthodoxes,. Ulcéré par les massacres de serbes et les atrocités commises, l'évêque écrit même au chef de gouvernement Pavalic une longue lettre dans laquelle, en accord avec d'autres évêques (dont l'évêque de Mostar, Miscic), où il se dit « épouvanté par la violence des oustachis dans son diocèse ». L'évêque ajoute qu'il a « interdit à son clergé de donner l'absolution à quiconque avait participé à des massacres de Serbes », dénonçant encore « le règne du carnage » qui s'était établit dans la très catholique Croatie. Stepinac écrit également à la secrétairerie du Vatican pour leur demander qu'ils envoie en Croatie une « personne influente » afin qu'ils viennent constater les faits puis aille demander au gouvernement « de faire preuve de calme, de modération, de justice et de charité ».
A l'issue de la guerre, Stepinac fait l'objet d'un procès « très discuté » par le régime communiste de Tito qui l'accuse de collaboration. Il est condamné à une longue peine de prison pour collaboration, mais échappe « aux plus grandes rigueurs de l'épuration ». Il a été déclaré martyr et béatifié par Jean-Paul II en 1998. Cette béatification a soulevé une importante controverse y compris dans le milieu catholique.

### France
Avec l'avènement au pouvoir du maréchal Pétain, l'Église catholique française sort d'une longue période de contentieux non réglé avec la Troisième République et se retrouve dans une grande proximité avec le nouveau chef de l'État à tel point que des historiens n'hésitent pas à parler du régime de Vichy comme d'un « état clérical »,. L'Église pourra tirer de cette situation certains bénéfices comme le retour des congrégations et l'aide à l'enseignement confessionnel.
L'épiscopat ne proteste pas contre les premières mesures d'exclusion des Juifs prises par le gouvernement de Vichy dès 1940. À contrario le fait qu'à partir d'août 1942 certains évêques (comme Jules Saliège, évêque de Toulouse), se soient exprimés publiquement contre les déportations de Juifs étrangers a contribué à modifier l'orientation des autorités de Vichy,,. En août 1942, l'archevêque de Toulouse demande aux prêtres de son diocèse « de protester de la façon la plus énergique, du haut de la chaire, contre les déportations de juifs ». Si une partie des prêtres s'exécute, l'autre moitié se contente de signaler à la préfecture « les menées subversives de l'archevêque ». En riposte, le chef du gouvernement Pierre Laval convoque immédiatement le nonce apostolique pour lui signifier que « si le clergé venait à donner asile au juifs destinés à la déportation dans des églises ou des monastères, il n'hésiterait pas à les en faire sortir à l'aide de la police ».
Pendant cette période, l'Église est amenée à prendre position sur le Service du travail obligatoire (STO). L'insoumission au STO est d'abord considérée comme une attitude incivique et individualiste, mais finalement, le cardinal Liénart, suivi ensuite par la majorité de l'épiscopat, déclare que ce n'est pas un devoir de conscience de se soumettre au STO. La tentative de pénétration et d'encadrement des milieux des jeunes travailleurs français déportés en Allemagne, par des séminaristes ou laïcs (venus notamment de la JOC) eux-mêmes réquisitionnés pour le STO, afin de pallier l'absence d'aumôniers dont l'envoi avait été demandé par l'épiscopat mais refusé par les autorités nazies, se situe dans le cadre de la tentative de reconquête de la classe ouvrière qui débouchera après-guerre sur le mouvement des prêtres-ouvriers. Ces activités furent condamnées par le Troisième Reich et certains de ces militants chrétiens furent déportés en camp de concentration où certains moururent. Bien que de nombreux catholiques, laïcs ou membres du clergé, participent aux différents mouvements de résistance non communistes, l'épiscopat, dans son ensemble reste sur une position qui consiste à condamner la Résistance comme un acte de désobéissance à un pouvoir légitime. Malgré cette fidélité sans faille au maréchal Pétain, l'épiscopat aura peu à souffrir de l'épuration à la Libération.
À partir de 1942, de nombreux catholiques, laïcs, prêtres ou congrégations religieuses se trouvent impliqués dans le sauvetage des Juifs menacés de déportation, ce qui vaut à certains d'entre eux d'être reconnus Juste parmi les nations. Plusieurs évêques et archevêques protestent officiellement et publiquement contre la déportation des juifs. Des prêtres et religieux tentent de protéger et cacher des juifs. Certains sont arrêtés et déportés,. En 1997, l'épiscopat français exprime publiquement sa « repentance », notamment pour avoir trop longtemps gardé le silence sur les persécutions dont les Juifs faisaient l'objet.

### Hongrie
Jusqu'en 1944, le pays et son gouvernement sont relativement libres de la pression allemande et leur sol n'est pas occupé par la Wehrmacht. Le gouvernement de Miklós Horthy est une dictature alliée de l'Allemagne qui participe à la campagne de Russie. Dès l'été 1942, Horthy envisage de se retirer du conflit. Son gouvernement refuse la déportation des juifs que lui exige les nazi. En mars 1943, les troupes allemandes occupent le pays pour tenter de contenir l'avancée des trouves soviétiques. 
Face aux persécutions des juifs qui débutent, et aux déportations qui commencent à se mettre en place (en mai 1944), l'épiscopat hongrois se trouve divisé entre les évêques « qui insistaient sur la nécessité d'agir vite, avant que la SS n'eût exterminé d'autres centaines de milliers de victimes, et ceux qui, à l'instar du cardinal Serédi, entendaient poursuivre une négociation secrète visant à épargner de plus grands malheurs aux israélites de Hongrie ». Le premier à protester et le nonce Angelo Rotta qui écrit une lettre officielle au gouvernement qu'il menace d'une réaction du peuple chrétien. Le gouvernement n'en tient pas compte et poursuit les déportations,,. Le nonce Rotta tente de faire pression sur les évêques pour qu'ils sollicitent le pape afin qu'il intervienne officiellement en faveur des juifs hongrois. Le 25 juin 1944, le pape Pie XII adresse à l'amiral Horthy, chef du gouvernement, un télégramme ouvert « lui demandant d'user de toute son influence afin de faire cesser les tourments des juifs hongrois »,. Le 29 juin, c'est le cardinal Jusztinián Serédi, primat de Hongrie qui écrit une lettre pastorale  où il demande au gouvernement de ne pas mettre en place des mesures inhumaines et non chrétiennes pour la population juive. Horthy répond au message du pape « qu'il ferait tout son possible pour faire valoir les exigences des principes humanitaires chrétiens ». Les déportations s'arrêtent durant quelques jours avant de reprendre début juillet. En octobre 1944 Ferenc Szálasi, dirigeant du parti des Croix fléchées est mis à la tête du gouvernement sous la pression de Hitler. Szálasi, très proche des nazi débute une politique de persécution des juifs. Les déportations prennent alors « un rythme infernal », sous la direction d'Adolf Eichmann,,.

### Pays-Bas
En juillet 1942 les évêques des Pays-Bas font lire dans toutes les églises une lettre condamnant « le traitement injuste et sans merci réservé aux Juifs ». En réaction, les Allemands déportent vers les camps de la mort tous les Juifs convertis au catholicisme, dont la philosophe et carmélite Edith Stein, en allant l'arrêter jusque dans son couvent où elle s'était réfugiée. Ce sont 40 000 juifs qui sont déportés en rétorsion à la proclamation de l'épiscopat néerlandais,,,.
Cette réaction brutale des nazis restera pour le pape et son entourage une menace contre toute nouvelle parole officielle du pape pour dénoncer le génocide de la Shoah,,,.

### Pologne
Lorsqu'Hitler annonce à ses généraux sa volonté d'envahir la Pologne, il organise en même temps le plan d'éliminer l’Église catholique de Pologne. En plus du génocide des juifs polonais, 2,4 millions de catholiques polonais seront assassinés par des troupes spéciales de SS. Hitler leur donne pour mission « la destruction de la classe dirigeante polonaise, c'est-à-dire surtout la destruction du clergé polonais » (en « liquidant des milliers de prêtres catholiques »). Reinhard Heydrich est informé que « les prêtres catholiques [..] devront tous être liquidés »,.
Lors de l'invasion de la Pologne, les forces allemandes arrêtent et déportent des centaines de prêtres, 400 religieuses sont déportés dans un camp de travail « aux conditions extrêmes », les séminaires sont vidés, des églises détruites à l'explosif. Cinq évêques disparaissent dès le début de l'invasion allemande. Face à cette attaque en règle des nazis qui « cherchent à éradiquer méthodiquement l’Église catholique » de Pologne, le Vatican hésite à formuler des protestations « par crainte de fournir un prétexte pour aggraver encore les persécutions »,. Quelques semaines après l'invasion de la Pologne, le pape Pie XII est informé par Josef Müller d'exécutions et de déportations massives de centaines de prêtres polonais et d'intellectuels catholiques vers le camp d'Oranienbourg,.
Lorsque Radio Vatican donne des nouvelles précisions sur les exactions et crimes commis en Pologne, c'est le clergé polonais qui contacte le Vatican « déplorant les répercussions de ces émissions qui aggravent les persécutions ». Radio Vatican cesse donc de diffuser des messages sur la situation de l’Église polonaise,,.
La hiérarchie polonaise est particulièrement touchée. Quant au clergé, un tiers est assassiné, exécuté ou mort en camp de concentration, particulièrement à Auschwitz. Lors de l'attaque de l'URSS, Hitler interdit formellement « l'accès des territoires occupés » (l'Est de la Pologne et l'URSS) aux prêtres catholiques (à l'exception des aumôniers militaires accompagnant les troupes). La population catholique polonaise devient inaccessible aux services du Vatican. En juin 1942, Hitler interdit au Vatican tout lien et toute intervention auprès de la Pologne et de tous les territoires conquis ou rattachés au Reich après la signature du concordat en 1933 (Autriche, Alsace-Lorraine, Sarre, Sudètes, ...). L’Église locale ne peut que se référer aux ministères du Reich, seule, sans soutien du Vatican ou du Nonce local. L’Église de Pologne se retrouve totalement isolée, et le Vatican ne peut plus demander des comptes au Reich des persécutions qu'elle subit. La situation de l’Église et de la population polonaise devient tellement difficile que même le diplomate allemande Bergen s'en émeut auprès de sa hiérarchie « on y a petit à petit éliminé presque tous les membres de l'épiscopat. Le clergé a été réduit à un nombre d'ecclésiastiques tout à fait insuffisant du fait qu'il a été en grande partie déporté ou expulsé du pays. La formation de nouveaux prêtres a été interdite. L'éducation catholique de la jeunesse est soumise aux plus extrêmes difficultés ; les ordres féminins ont été dispersés ; le soin des âmes se heurte à d'insurmontables obstacles ; de nombreuses églises ont été fermées ; les institutions catholiques intellectuelles et charitable ont été détruites. Les biens de l’Église ont été confisqués ». Le Vatican tente en mars 1943 une épreuve de force avec le gouvernement allemand en déposant une lettre de protestation officielle, mais l'intransigeance du ministre des affaires étrangères von Ribbentrop, qui menace le Vatican (et l’Église catholique globalement) de graves rétorsions amènent le pape à céder devant cette menace.

### Roumanie
A l'entrée de la guerre, la Roumanie est dirigée par Ion Antonescu, un dictateur d'extrême droite, allié à Hitler et qui lui apportera un soutien important durant le conflit (troupes et pétrole). Avant le début de la guerre, une législation anti-sémite est déjà en place dans le pays. Elle concerne tant les juifs de religions juive, que ceux convertis au catholicisme.  Le nonce Andrea Cassulo va intervenir de nombreuses fois en faveur des juifs roumains. En mars 1941, il obtient que les enfants de juifs convertis (au catholicisme) puissent être plus facilement scolarisés. Les conversions de juifs augmentant, les autorités religieuses demandent l'autorisation au gouvernement de procéder à des « baptêmes collectifs ». Mais le gouvernement refuse. Face à « l'afflux de nouvelles conversions », le ministre roumain auprès du Saint-Siège demande au pape de « suspendre pour la durée de la guerre l'admission dans l'Eglise catholique ». Le pape refuse.
Si le nonce Cassulo n'est théoriquement habilité qu'à intervenir auprès du gouvernement roumains que pour des questions traitant des juifs convertis, il va « de plus en plus souvent servir d'intermédiaire entre le Saint-Siège et l'ensemble des membres de la communauté juive ». Il s'ensuit une collaboration étroite entre Cassulo et les dirigeants de la communauté juive qui font appel à lui pour que la secrétairerie d’État intervienne auprès du gouvernement roumain afin d'adoucir et de modérer les conditions de déportation des juifs. Il intervient également pour permettre le départ vers la Palestine de nombreux juifs. Une partie des demandes et démarches entreprises resteront cependant sans suite, égarées dans les méandres administratifs du gouvernement.

### Slovaquie
Lors de l'entrée des troupes à Prague « tous ceux qui ont pris la parole et publié des écrits contre le Troisième Reich et son Führer sont arrêtés ». 487 jésuites sont déportés dans des camps de prisonniers. 
De 1939 à 1945, Jozef Tiso est président imposé par Hitler de la République slovaque. Tiso, qui est également prêtre catholique, met en place une « constitution inspirée à la fois des modèles autrichiens et portugais, ainsi que des encycliques sociales du pape : le tout constituant un panachage de corporatisme fascisant et de cléricalisme ». Mais le président, mis en place par l'Allemagne nazi, doit « compter sur des éléments extrémistes pro-nationaux-socialistes » qui vont prendre de plus en plus de pouvoir et les « partisans slovaques de l'Europe hitlérienne vont le contraindre à adopter des mesures radicales inspirées par l'antisémitisme national-socialiste ».
A la fin de l'été 1941 des mesures brutales de persécution sont déclenchées contre les juifs. Immédiatement le Vatican intervient pour protester contre ces ordonnances gouvernementales anti-juives. P. Milza écrit « pendant plus de deux ans, on assistera à une véritable guerre des notes et des rapports opposant le gouvernement, toujours prompt à excuser les violences antisémites, et la secrétairerie d’État, désireuse de condamner ces exactions »,. Fin d'été 1944, des partisans tentent de mener un soulèvement contre le régime. La Wehrmacht écrase rapidement le mouvement et les déportations s'accélèrent sous la direction de la Gestapo. Le Vatican et le pape en personne tentent d'intervenir directement auprès du dirigeant Tiso, en allant jusqu'à déléguer un émissaire directe, pour obtenir de lui un arrêt des déportations de juifs. Tiso reçoit l'émissaire le 4 novembre, écoute son plaidoyer et répond par courrier à Rome (quelques jours plus tard) que les actions contre les juifs et les tchèques avaient été mené par l'armée allemande « dans le cadre d'opérations militaires dont le gouvernement slovaque n'était pas responsable ».
Jozef Tiso est pendu à l'issue de la guerre pour crimes de guerre.

## L'exfiltration des dignitaires nazis ou oustachis
Le Vatican qui avait mis en place durant la guerre des filières d'exfiltration des juifs hors d'Europe, va exploiter ces filière d'exfiltration pour les anciens nazis, SS ou oustachis, leur permettant de quitter l'Europe pour des pays peu regardants d'Amérique du Sud. Mais cette aide se fait sous l'impulsion (et le financement) des services secrets américains et anglais qui cherchent à récupérer certaines figures allemandes et anti-communistes pour servir leurs intérêts de lutte contre le communisme en Europe. Yvonnick Denoël écrit : « les services occidentaux n'ont pas seulement laissé faire ou coopéré : ils ont manipulé les agents du Vatican pour servir leurs objectifs ». Ainsi Londres et Washington se mettent d'accord pour que plus aucun prisonnier de guerre oustachi ne soit livré à la Yougoslavie. Leur but est de pouvoir renvoyer « des agents expérimentés en Yougoslavie » [communiste] pour y mener des opérations de renseignement et de sabotage.
Mark Aarons et  John Loftus (en) écrivent « Britanniques et Américains ont passé avec le Saint-Siège des accords visant à aider bon nombre de collaborateurs nazi à quitter l'Europe par le réseau Draganović. Le Vatican n'était en l’occurrence qu'une couverture respectable derrière laquelle ils s'abritaient cyniquement pour masquer leur propre attitude immorale ». Les opérations d'exfiltration des prisonniers de guerre sont financées par les services secrets américains qui espèrent, jusqu'en 1948, que ces oustachis parviendront à renverser le régime de Tito. Une fois sortis d'Europe, les Anglais les parachutent ensuite au-dessus de la Yougoslavie pour qu'ils puissent aller commettre des sabotages et assassinats ciblés,.
Les départs se font essentiellement vers l'Argentine (et d'autres pays autour). C'est la Croix-Rouge qui fournit des titres de voyages et des passeports. L'exfiltration la plus spectaculaire sera celle d'une division entière de la Waffen-SS ukrainienne, soit 11 000 personnes (soldats plus familles). Les services secrets anglais et américains cherchant à récupérer « les meilleurs éléments » pour aller mener des actions de guérilla (ou de révolution) au sein du bloc de l'Est,. Comme pour Walter Rauff, le plus haut responsable SS des services de sécurité qui travaillera plusieurs années pour la CIA et les services secrets italiens avant de partir pour l’Amérique du Sud.
Le prêtre Krunoslav Draganović, membre du mouvement oustachi, a mis en place, depuis le collège San Girolamo degli Illirici de Rome, un réseau d'exfiltration, nommé ratline par les Américains, qui offrit à Pavelic, comme à plusieurs autres criminels, un refuge. Le degré d'information et d'implication du Vatican est discuté. Un rapport du 12 septembre 1947 des services de renseignement militaire américains affirme : « Les contacts de Pavelic sont si élevés  et sa situation actuelle si compromettante pour le Vatican, que toute  extradition du sujet déstabiliserait fortement l'Église catholique ».
Le même rapport accuse par ailleurs les Britanniques d'avoir protégé Ante Pavelić en Autriche, d'avoir assuré son arrivée à Rome et son départ vers l'Argentine.
L'autre organisateur d'exfiltration est l'évêque catholique Alois Hudal, recteur du collège Teutonicum (en) de Rome qui a fourni plusieurs criminels nazis en argent et faux documents pour leur permettre de s'expatrier. Profitant de sa mission pastorale d'aide aux prisonniers de guerre germanophone, il utilise son poste pour aider des criminels de guerre nazis à s’échapper. Là encore, les autorités vaticanes ont été accusées de couvrir les activités de cet évêque.
Les travaux d'une commission d'enquête argentine ad hoc semblent montrer au contraire que les dignitaires du Vatican (au premier rang desquels le sous-secrétaire d'état Montini, futur pape Paul VI) n'ont jamais encouragé ces exfiltrations, voire ont eu l'occasion d'y manifester leur opposition. L'Église catholique aurait simplement été, comme la Croix-Rouge, tellement submergée par les flux massifs de réfugiés qu'elle n'aurait pu procéder qu'à des enquêtes sommaires, aisément contournées par les anciens dignitaires nazis. Ce défaut de vigilance aurait d'ailleurs également profité à de nombreux espions soviétiques.